# Clara Émond
Clara Émond (* 5. Februar 1997 in Saint-Ferréol-les-Neiges) ist eine kanadische Radrennfahrerin.

## Sportlicher Werdegang
In ihrer Jugend betrieb Émond alpine Skirennen, gab diesen Sport aber infolge von Verletzungen und dem Beginn ihres Studiums auf. Sie studierte Jura an der Universität Laval und wandte sich in dieser Zeit dem Triathlon zu. Als es wegen der Corona-Pandemie keine Wettbewerbe mehr gab, konzentrierte sie sich verstärkt auf den Radsport. Ermutigt durch gute Resultate in ihrem ersten Rennen, dem Grand Prix de Charlevoix, beteiligte sie sich an den kanadischen Meisterschaften 2021 und wurde Achte im Straßenrennen wie im Einzelzeitfahren. Sie erhielt für 2022 einen Vertrag bei der frankokanadischen Mannschaft Emotional.fr-Tornatech-GSC Blagnac, zog nach Frankreich und fuhr dort eine Saison lang Rennen. Mit dem achten Platz bei La Périgord Ladies kam sie erstmals unter die besten Zehn in einem Rennen des internationalen Kalenders.
2023 unterzeichnete Émond bei der französischen Mannschaft Arkéa Pro Cycling und konnte mit dieser höherwertige Rennen fahren. In ihrem ersten Rennen für Arkéa, der Vuelta Extremadura Féminas, wurde sie in der Schlussetappe und in der Gesamtwertung Zweite hinter Megan Armitage und gewann dafür die Bergwertung. Im weiteren Verlauf des Jahres nahm sie an der Tour de France Femmes teil, wo sie auf dem 23. Platz endete. Zu Ende der Saison stand sie, wiederum bei La Périgord Ladies, mit dem dritten Platz erstmals auf dem Podium eines Eintagesrennens.
Für 2024 verpflichtete sich Émond bei der neu gegründeten Mannschaft EF Education-Cannondale. Im Frühjahr war sie bei Trofeo Ponente in Rosa Dritte der Gesamtwertung. Bei der Vuelta Femenina stürzte sie, brach sich den Ellbogen und musste mehrere Wochen pausieren. Im Giro Donne 2024 erzielte sie ihren ersten Profi-Sieg, indem sie die vierte Etappe aus einer Ausreißergruppe heraus gewann.

## Erfolge
2023
Bergwertung Vuelta Extremadura Féminas
2024
eine Etappe Giro Donne